# ساینومیتر
ساینومیتر (به انگلیسی: Cyanometer) یک ابزار اندازه‌گیری میزان آبی بودن رنگ آسمان است. ساینومیتر یک صفحه با دایره ای از طیف های مختلف رنگ آبی است. دی ساشر اولین ساینو میتر را در سال ۱۷۸۹ اختراع نمود.